# Yaniela Arias Álvarez
Yaniela Arias Álvarez (Costa Rica 25 de abril de 1998) es una futbolista costarricense que juega como centrocampista en el Dimas Escazú de la Primera División de Costa Rica.

## Selección nacional

### Categorías inferiores
Arias representó a Costa Rica en la Copa Mundial Sub-17 de 2014 y en el Campeonato Sub-20 de la Concacaf de 2018. 

### Selección absoluta
Hizo su debut absoluto el 23 de febrero de 2021 en un partido amistoso contra México, ingresó de cambio al minuto 67 en el empate 0-0.

## Clubes
| Club         | País       | Año       |
| ------------ | ---------- | --------- |
| Dimas Escazú | Costa Rica | 2020-Act. |
| AS Mónaco    | Francia    | 2022-2023 |